# (1817) Katanga
(1817) Katanga es un asteroide que forma parte del cinturón de asteroides y fue descubierto por Cyril V. Jackson el 20 de junio de 1939 desde el observatorio Union de Johannesburgo, República Sudaficana.

## Designación y nombre
Katanga recibió al principio la designación de 1939 MB.
Posteriormente se nombró por la región minera zaireña de Katanga.

## Características orbitales
Katanga está situado a una distancia media de 2,372 ua del Sol, pudiendo alejarse hasta 2,826 ua y acercarse hasta 1,917 ua. Su inclinación orbital es 25,72° y la excentricidad 0,1918. Emplea en completar una órbita alrededor del Sol 1334 días.